# Sân bay Nakhon Phanom
Sân bay Nakhon Phanom (IATA: KOP, ICAO: VTUW) là một sân bay ở tỉnh Nakhon Phanom ở Đông-Bắc Thái Lan.

## Các hãng hàng không và các điểm đến
- Nok Air